# 이덕성 초상 및 관련자료 일괄
이덕성 초상 및 관련자료 일괄(李德成 肖像 및 關聯資料 一括)은 부산광역시 남구, 부산박물관에 있는 조선시대의 초상화이다. 2006년 12월 29일 대한민국의 보물 제1501호로 지정되었다.

## 개요
이덕성(1655-1704)은 본관이 전주(全州)로 1682년 춘당대시에 병과로 급제하였으며 동래부사, 해주목사, 황해도관찰사, 충청감사 등을 역임한 인물이다. <이덕성 초상>은 높은 오사모에 녹색 단령을 입고 좌안칠분면의 자세로 교의에 앉은 모습이며 배경은 없다.
얼굴은 가는 선묘를 사용했으며 홍조를 표현하고 명암을 살짝 가했다. 육리문은 없으며 수염이 길고 구불거리게 묘사되었다. 단령은 비교적 가늘고 짙지 않은 먹선으로 윤곽과 의습선을 표현하였고 명암을 조금씩 가했다.
쌍학흉배는 밝은 녹색을 바탕으로 단정학과 오색구름을 세필로 화려하게 그렸고, 삽화금대도 정교하게 묘사하였다. 짙은 먹으로 묘사된 교의를 덮고 있는 표범가죽은 가늘고 구불구불한 선으로 사실적으로 그렸다. 정형화된 공신도상으로부터 보다 자연스러운 형식으로 변모하던 18세기 초엽의 정교한 작품으로 중요한 사례이다.
이덕성 관련 고문서는 교서 3점, 유서 3점, 교지교첩 114점, 시권 1점 등 모두 121점으로 백패와 홍패를 비롯하여 관직을 제수받았을 때의 관련교지가 흩어짐 없이 고스란히 남아 있어 이덕성의 이력사항 및 전기자료로서 사료적인 가치가 있으며 인사행정에 관한 연구자료가 된다. 또한 그의 몇몇 필적도 왕실유물 및 서예사 자료로서 가치가 높다.

## 같이 보기
- 이덕성

## 참고 자료
- 이덕성 초상 및 관련자료 일괄 - 국가유산청 국가유산포털